# Diplôme d'accès aux études universitaires
En France, le diplôme d’accès aux études universitaires (DAEU) est un diplôme préparé dans une université, dans le but d’obtenir une équivalence au baccalauréat.

## Historique
- En 1956, est créé l’examen spécial d'entrée à l'université[1].
- En 1994, est créé le diplôme d'accès aux études universitaires[2].

## Objectifs
L'objectif est la validation d'un diplôme de niveau 4 à finalité indifférenciée. Le diplôme d’accès aux études universitaires est reconnu d'équivalence au baccalauréat dans le système éducatif français. Ce diplôme confère les mêmes droits que ceux qui s'attachent au succès au baccalauréat (Arrêté du 3 août 1994 Article 6, Code de l'éducation Article D613-14).
Le titulaire du diplôme d'accès aux études universitaires peut envisager diverses poursuites d'études supérieures, ainsi que de nombreuses formations à finalité professionnelle.
- Il peut poursuivre des études supérieures :
  - à l'université
    - Licence (plusieurs spécialités)
    - Bachelor universitaire de technologie (BUT)

  - au sein d'un lycée professionnel
    - Brevet de technicien supérieur (BTS)
- Il peut suivre une formation professionnalisante :
  - au sein d'un centre de formations ou centre de formations d'apprentis (CFA)
    - Brevet de technicien supérieur (BTS)
    - Titre professionnel (reconnu par l'État et enregistré au répertoire national des certifications professionnelles)

Bon à savoir : certaines de ces formations peuvent être suivies en alternance par la plupart des publics (sous contrat d'apprentissage ou de professionnalisation, ou pro-A).
- Il peut se présenter de droit aux concours administratifs de catégorie B de la fonction publique.
- Il peut intégrer une école de soins infirmiers.
- Il peut intégrer une école de sous-officiers (carrière militaire).
- Il peut postuler aux emplois pour lesquels le baccalauréat est souhaité (ou conventionnellement exigé) par l'employeur[4].
- Il peut solliciter la réévaluation de ses prérogatives et attributions professionnelles, incluant les éléments de rémunération, au regard des dispositions prévues par la convention collective, les accords de branche, ou autres textes réglementaires applicables.

## Conditions d'accès
Pour obtenir le diplôme, il est nécessaire d’être inscrit dans une université pour une préparation aux épreuves d'examen. 
L’inscription est réservée aux candidats : 
- ayant interrompu leur parcours scolaire initial depuis deux ans au moins ;
- satisfaisant à l’une des conditions suivantes :
  - avoir 20 ans au moins au 1er octobre de l’année de délivrance du diplôme et justifier à cette même date de deux années d’activité professionnelle, à temps plein ou à temps partiel, ayant donné lieu à cotisation à la Sécurité sociale ;
  - avoir 24 ans au moins au 1er octobre de l’année de délivrance du diplôme.

Quatre inscriptions au maximum sont possibles auprès d'une ou plusieurs universités ; toutes les universités ne sont pas habilitées à délivrer le diplôme d'accès aux études universitaires.
La durée totale de préparation aux épreuves d'examen s'étend généralement sur une année universitaire. Néanmoins, elle peut s'étendre sur deux à quatre années au choix du candidat : éducation d'un enfant, situation d'emploi, situation de handicap, vouloir maximiser ses chances de réussite, etc.
La validation est assortie d'une mention, celle-ci figure sur le diplôme.

## Choix des options et programmes
Contrairement aux programmes officiels du baccalauréat, les professeurs d'universités ont la liberté du choix de leurs enseignements. Ainsi, et pour une même option, les programmes pourront différer d'une université à une autre.

### DAEU option A, à dominante littéraire
Les candidats à l'option A étudient obligatoirement :
- la littérature française et la philosophie (l'œuvre d'un prix Nobel est bien souvent au programme),
- une langue vivante, bien souvent l'anglais à finalité d'usage socio-professionnel (mais l'espagnol ou l'italien peuvent également être proposées).

Et choisissent deux disciplines parmi (liste non exhaustive) : 
- l'histoire et/ou la géographie (ex : histoire de France et géopolitique européenne du XXe siècle, géographie physique et géoéconomie),
- une introduction au droit,
- les mathématiques,
- une deuxième langue vivante (toujours sur proposition de l'université).

### DAEU option B, à caractère scientifique
Les candidats à l'option B étudient obligatoirement le français et les mathématiques comme disciplines majeures. 
Et choisissent deux disciplines parmi (liste non exhaustive) :
- la physique,
- la chimie,
- la biologie,
- l'anglais.

## Champs d'études supérieures
Après l'obtention du DAEU option A, son titulaire peut poursuivre des études supérieures dans le domaine du droit, des sciences économiques et sociales, des langues vivantes, des arts et des lettres, et dans le domaine de la communication (liste non exhaustive).
Après l'obtention du DAEU option B, son titulaire peut poursuivre des études supérieures dans le domaine de la médecine, de l'odontologie, de la pharmacie, des sciences et technologies, des activités physiques et sportives, et dans le secteur paramédical (liste non exhaustive).

## Statistiques
En 2003, 4 330 diplômes ont été délivrés et 37 % des admis au diplôme ont poursuivi leurs études à l’université ou dans un établissement assimilé l’année suivante. En 2004, cette formation a concerné 13 100 personnes réparties, pour 82 % dans l’option A et pour 18 % dans l’option B,.